# Georgina Moffat
Georgina Moffat (Londres, 22 de agosto de 1989) é uma atriz e cantora britânica. Seu primeiro trabalho na televisão ocorreu em 2007, no seriado Skins, do canal E4, onde interpretou Abigail Stock.

## Família e Carreira
Georgina vem de uma família famosa por seus trabalhos na indústria cinematográfica e na arte. O bisavô de Georgina, o Sr Herbert Beerbohm Tree, foi o fundador da RADA, abreviação para "Royal Academic of Dramatic Art", em Londres. Similarmente, o seu avô, Ivan Moffat, foi um renomado socialite de Hollywood, e roteirista nomeado ao Oscar, por ter trabalhado em filmes como Giant e They Came to Cordura, além de ter revisado The Great Escape.
O outro bisavô de Georgina, William Smith, 3rd Viscount Hambleden, foi um varejista, fundador da WH Smith Co. chain. O falecido Oliver Reed foi um de seus tios, e a poeta e atriz boêmia, Iris Tree, é bisavó de Georgina.
Após aparecer nas duas primeiras temporadas de Skins, Georgina tem trabalhado com música, escrevendo e cantando. Em 2009, ela participou da UCL para estudar História da Arte. Georgina trabalha também como modelo desde seus quinze anos.